# Felix Schlag
Felix Oscar Schlag (* 4. Dezember 1891 in Frankfurt am Main; † 9. März 1974 in Owosso) war ein Designer. Er entwarf das seit 1938 ausgegebene Design des US-amerikanischen 5-Cent-Stücks.

## Leben
Schlag diente im Ersten Weltkrieg als Jugendlicher in der deutschen Armee. Schon in jungen Jahren wurden ihm in Europa mehrere Preise zugesprochen.
Im Jahr 1920 heiratete er in München seine Frau Anna, mit der er drei Kinder hatte. Er zog im Jahr 1929 von Deutschland in die Vereinigten Staaten. In den 1930er Jahren gewann Schlag mehrere Skulptur- und Kunstpreise. Sein Entwurf für die 5-Cent-Münze wurde mit 1000 Dollar prämiert. Schlag nahm das Angebot der amerikanischen Regierung zu Platzierung seiner Initialen FS auf dem Nickel (5-Cent-Stück) im Jahr 1966 an.
Sein weiteres Leben verbrachte er in Michigan. Sein Grab befindet sich in Owosso.

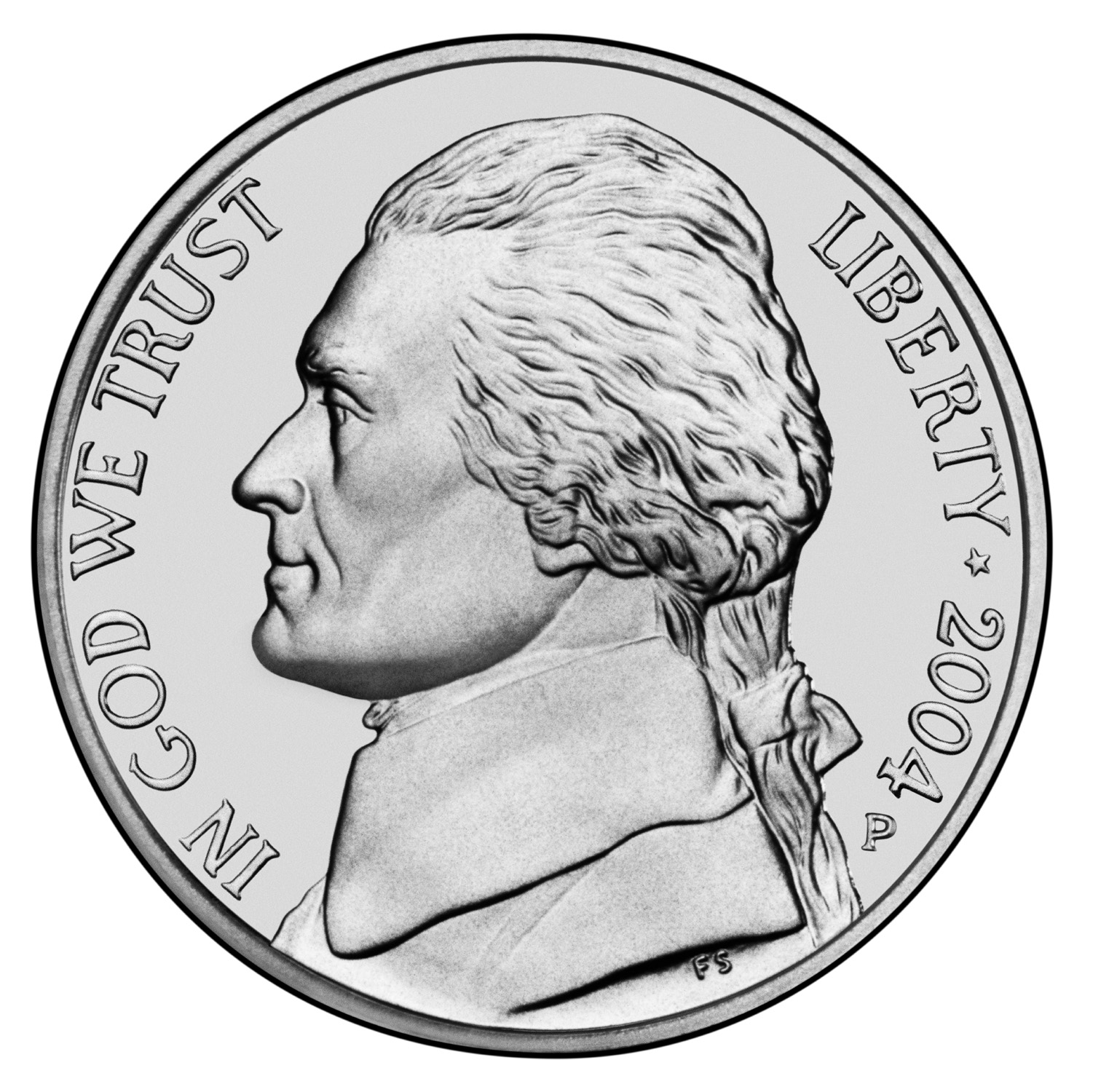
Jefferson-Nickel Vorderseite
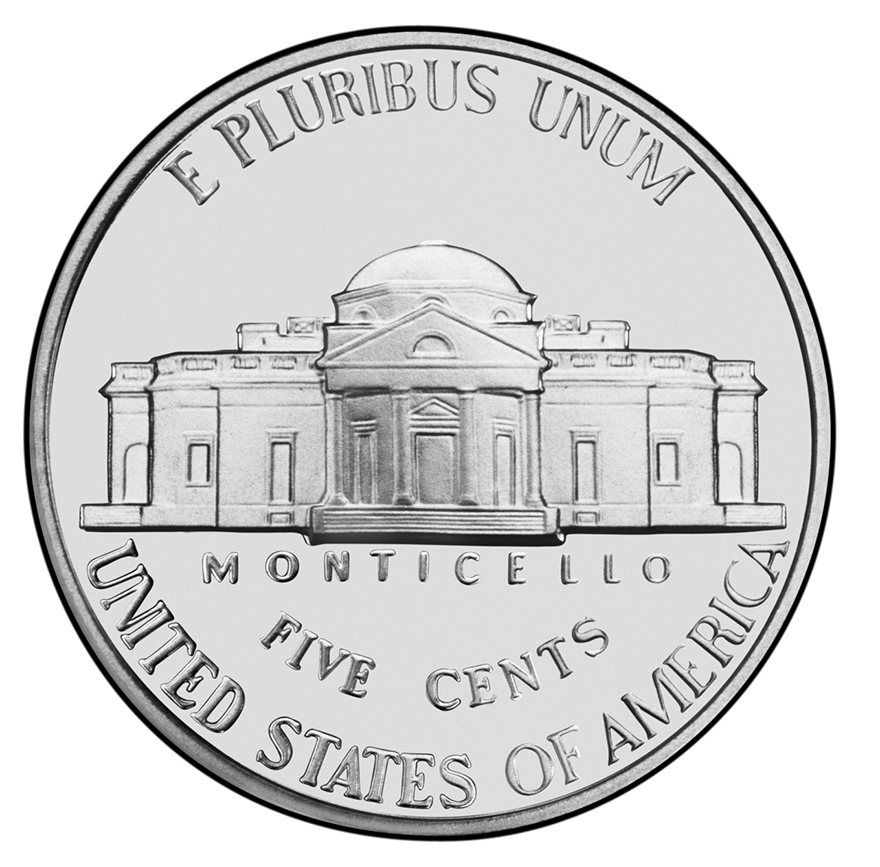
Jefferson-Nickel Rückseite